# Baoulé
A Baoulé (Baule) folyó Nyugat-Afrikában, Maliban. A Bakoye legnagyobb mellékfolyójaként a Szenegál vízrendszerének része.
A Baoulé Mali délnyugati részén ered, a guineai határ közelében emelkedő hegyekben, 120 kilométerre délnyugatra Bamakótól. Eleinte északi irányba folyik több mint 200 kilométeren át, majd egy nagy hurkot formálva délnyugati irányba fordul és a Bakoye folyóba ömlik. A hossza mintegy 500 kilométer. Vízhozama rendkívül ingadozó: 0,1 m³/s (április-május) és 314 m³/s (szeptember) között változik.
A folyó mentén terül el a Boucle du Baoulé nemzeti park.